# Meeting international d’athlétisme de Brazzaville
La première édition du meeting international d’athlétisme de Brazzaville a été organisée le 8 mai 2005 par la mairie de Brazzaville (République du Congo) avec l’aide de la Confédération africaine d'athlétisme.
Des athlètes d’une trentaine de pays africains, européens et asiatiques y ont participé.

## Les résultats
- 100 m Hommes 
  - Or : Idrissa Sanou (Burkina Faso) 10 s 34
  - Argent : Nkansah (Ghana) 10 s 38
  - Bronze : Bamise Adgboyeba (Nigeria) 10 s 58

- 100 m Dames 
  - Or : Delphine Atangana (Cameroun) 11 s 46
  - Argent : Endurance Ojokolo (Nigeria) 11 s 47
  - Bronze : Alloue Affoue (Côte d’Ivoire) 11 s 52

- 200 m Dames 
  - Or : Nadjina Kaltouma (Tchad) 23 s 22
  - Argent : Amandine Allou Affoue (Côte d’Ivoire) 23 s 62
  - Bronze : Delphine Atangana (Cameroun) 23 s 80

- 200 m Hommes  
  - Or : DeWayne Barrett (Jamaïque) 21 s 06
  - Argent : Ewerett Frazer (BAH) 21 s 11
  - Bronze : Daniel Adolia (France) 21 s 26

- 400 m Dames 
  - Or : Nadjima Kaltouma (Tchad) 52 s 41
  - Argent : Aïssata Soulama (Burkina Faso) 53 s 97
  - Bronze : Queen Ogbemudia (Nigeria) 54 s 22

- 400 m Hommes 
  - Or : DeWayne Barrett (Jamaïque) 47 s 01
  - Argent : Cedric Felip (France) 48 s 06
  - Bronze : Arsène Amona (Congo) 49 s 86

- 800 m Dames 
  - Or : Faith Machari (Kenya) 2 min 09 s 07
  - Argent :  Sylvie etchungeng (Cameroun) 2 min 15 s 75
  - Bronze : Belnich Onsso (Congo) 2 min 21 s 64

- 800 m Hommes 
  - Or : Rutto Nahashon (Kenya) 1 min 48 s 49
  - Argent : Rachid Khouia (BRN) 1 min 48 s 79
  - Bronze : Joseph Kagisye (BDI) 1 min 49 s 49

- 3 000 m Dames 
  - Or : Anesie Kwizera (BDI) 9 min 45 s 95
  - Argent : Ida Kiyindou (Congo) 10 min 26 s 42
  - Bronze : Meli Cezono (Cameroun) 10 min 49 s 39

- 3 000 m Hommes 
  - Or : David Kiplak (Kenya) 8 min 01 s 66
  - Argent : Muneria Kiplino (Kenya) 8 min 04 s 70
  - Bronze : Ilunga Mandé (République démocratique du Congo) 8 min 36 s 14

- 110 m Haies Hommes 
  - Or : Frikkie Van zyl (Afrique du sud) 13 s 95 + 0,0m/s
  - Argent :  Samy Barka (France) 14 s 78
  - Bronze : Dir Riekmann (Allemagne)14 s 21

- 400 m Haies Hommes 
  - Or : El Adj Seth Mbow (Sénégal) 51 s 15
  - Argent : Samy Barka (France) 52 s 29
  - Bronze : Ibrahim Maïga (Mali) 55 s 00

- Saut en longueur Dames 
  - Or : Pamela Mouélé (Congo) 5,64 m - 1,0 m/s
  - Argent : Dado Kamissoko (France) 5,41 m
  - Bronze : Sandra Ribeiro-Homo (POR) 5,23 m

- Saut en longueur Hommes 
  - Or : Raphaël Akpta (Nigeria) 7,45 m -1,0 m/s
  - Argent :  Pegguy Sita Kihoue (Congo) 7,42 m
  - Bronze : Célestin Mounsamboté (Congo) 7,36 m

- Saut en hauteur Hommes 
  - Or : Serge Fountcho Andem (Cameroun) 2,05 m
  - Argent : Sere Aboubakar (Burundi) 2,05 m
  - Bronze : Masanga Mekombo (République démocratique du Congo) 1,95 m

- Javelot Hommes 
  - Or : Jean Michel Mantsounga (Congo) 60,54 m
  - Argent : Clément Tawala (Cameroun) 60,26 m
  - Bronze : Félix Iloki (Congo) 59,88 m

## Sources
- Congo Site @ctualités